# Atmosfera standard internazionale ICAO
L'Atmosfera Standard Internazionale ICAO, è un'atmosfera ideale le cui caratteristiche fisiche sono state stabilite dall'ICAO, sulla medesima base dell'atmosfera standard (ISA - International Standard Atmosphere) definita dall'Organizzazione Internazionale per le Standardizzazioni (ISO); si basa su rilevazioni effettuate negli USA, quindi è più corretta intorno ai 45° di latitudine.
L'utilizzo di tale ambiente ideale risulta utile nelle scienze applicate per calcolare e paragonare rendimenti e prestazioni degli aeromobili, per calibrare gli strumenti di navigazione e di misura, per collaudare apparecchiature, in condizioni standardizzate.
Dire ad esempio che la velocità del suono nell'aria è pari a circa 340 m/s (1224 km/h) non ha senso, in quanto essa varia con la temperatura (in particolare varia proporzionalmente alla radice quadrata della temperatura assoluta), e quindi con la quota, essendo le variabili termodinamiche variabili con essa. In conseguenza di ciò, anche dire che la velocità del suono al livello medio del mare è pari a circa 1224 km/h non è corretto, in quanto non sono specificate le condizioni dell'aria che possono influire sulla velocità del suono, ovvero, in primo luogo, la temperatura.
Dire, però, che la velocità del suono è circa 1224 km/h al livello del mare in atmosfera standard internazionale ICAO ha, invece, un significato preciso e chiaramente identificabile, in quanto in tal caso sono ben note e fissate le grandezze termodinamiche a cui ci si riferisce.

## Caratteristiche
Le caratteristiche dell'Atmosfera Standard Internazionale ICAO  seguono un modello ideale dell'atmosfera media reale, considerata ad una latitudine di {\displaystyle \varphi =45^{\circ }32'33''}:
- Aria secca (umidità relativa: 0%) e priva di impurità;
- Pressione atmosferica al livello medio del mare: p0 =101 325 Pa =1 atm = 1,033 kgf/cm²;
- Temperatura al livello medio del mare: 15 °C, ovvero T0 = 288,15 K in termini di Temperatura assoluta;
- Densità dell'aria al livello medio del mare: ρ0 = 1,225 kg/m³.
- Gradiente barico verticale: −1 hPa ogni 27 ft di altitudine. In realtà tale valore può assumersi valido solo fino a 3-4000 piedi, in quanto la variazione non segue una legge lineare[3];
- Gradiente termico verticale:

{\displaystyle \lambda =-0.0065\,\mathrm {K/m} }
-6,5 °C (-6,5 K) ogni 1000 m di altitudine fino a 11000 m;
nullo da 11000 a 20000 m di altitudine;
irregolare oltre i 20000 m di altitudine.
- Accelerazione di gravità, calcolata attraverso la formula di Lambert[4] e relativa alla latitudine considerata {\displaystyle \varphi }:

{\displaystyle g_{\varphi }=9.80616(1-0.0026373\cos 2\varphi +0.0000059\cos ^{2}2\varphi )}
{\displaystyle g=9.80665\,\mathrm {m/s^{2}} }
Sulla base di questo, vengono stilate delle tabelle contenenti le caratteristiche dell'aria standard a diverse altezze
Il numero di mach degli aeromobili viene calcolato in base alla tabella sottostante prendendo il valore della velocità del suono riferita alla quota dove avviene la misurazione, la quota ove mancante è riferita a quella operativa dell'aeromobile.
| Altitudine (geometrica, m) | Temperatura assoluta (K) | Pressione (hPa) | Densità (kg/m³) | Viscosità dinamica (Pa·s) | Velocità del suono (m/s) |
| -------------------------- | ------------------------ | --------------- | --------------- | ------------------------- | ------------------------ |
| 0                          | 288.15                   | 1013.25         | 1.2250          | 1.79×10−5                 | 340.29                   |
| 1000                       | 281.65                   | 898.76          | 1.1117          | 1.76×10−5                 | 336.44                   |
| 5000                       | 255.68                   | 540.48          | 0.7364          | 1.63×10−5                 | 320.55                   |
| 10000                      | 223.25                   | 265.00          | 0.4135          | 1.46×10−5                 | 299.53                   |
| 15000                      | 216.65                   | 121.11          | 0.1947          | 1.42×10−5                 | 295.07                   |
| 20000                      | 216.65                   | 54.69           | 0.088           | 1.42×10−5                 | 295.07                   |
| 25000                      | 221.55                   | 25.49           | 0.039           | 1.45×10−5                 | 298.39                   |

## Equazioni costitutive
L'atmosfera standard può essere ottenuta a partire da tre equazioni:
{\displaystyle P=\rho RT}
{\displaystyle dP=-\rho gdz}
{\displaystyle dT=\lambda dz}
La prima rappresenta l'equazione dei gas perfetti ({\displaystyle R=287.05287\,\mathrm {J/(kg\cdot K)} } indica la costante specifica dell'aria), la seconda l'equilibrio idrostatico (legge di Stevino) e l'ultima il gradiente di temperatura ({\displaystyle g=9.80665\,\mathrm {m/s^{2}} } è l'accelerazione di gravità).
In troposfera (da 0 a 11000 metri) vale {\displaystyle \lambda =-0.0065\,\mathrm {K/m} }, con cui si ricava {\displaystyle T_{z}=T_{0}+\lambda z}.
Inoltre,
{\displaystyle dz={\frac {dT}{\lambda }}}
{\displaystyle dP=-{\frac {Pg}{\lambda RT}}dT}
Da cui, integrando, si ottiene la formula finale:
{\displaystyle P_{z}=P_{0}\left({\frac {T_{z}}{T_{0}}}\right)^{-{\frac {g}{R\lambda }}}=P_{0}\left(1+{\frac {\lambda z}{T_{0}}}\right)^{-{\frac {g}{R\lambda }}}}
Dove {\displaystyle P_{0}{\text{ e }}T_{0}} sono, rispettivamente, pressione e temperatura a quota zero in condizioni standard, ossia: {\displaystyle P_{0}=101325\,\mathrm {Pa} {\text{, }}T_{0}=288.15\,\mathrm {K} }.
Si ricava inoltre l'equazione per la densità:
{\displaystyle \rho _{z}={\frac {P_{z}}{RT_{z}}}=\rho _{0}\left(1+{\frac {\lambda z}{T_{0}}}\right)^{-\left(1+{\frac {g}{R\lambda }}\right)}}
Dove {\displaystyle \rho _{0}=1,225\mathrm {kg/m^{3}} } è la densità dell'aria a quota zero in condizioni standard.
Si possono calcolare la temperatura, la pressione e la densità di tropopausa ({\displaystyle z={\overline {z}}=11000\mathrm {m} }) tramite le formule di troposfera: {\displaystyle {\overline {P}}=22632\,\mathrm {Pa} {\text{, }}{\overline {T}}=216.65\,\mathrm {K} {\text{, }}{\overline {\rho }}=0.364\,\mathrm {kg/m^{3}} }
Nella stratosfera ( {\displaystyle 20000\mathrm {m} >z>{\overline {z}}}) la temperatura resta costante, ovvero {\displaystyle \lambda =0}, {\displaystyle T_{z}={\overline {T}}}, e {\displaystyle dT=0}
Si può quindi calcolare l'equazione in forma differenziale anche per la stratosfera:
{\displaystyle dP=-{\frac {Pg}{R{\overline {T}}}}dz}
da cui si ottiene l'equazione in forma finita della stratosfera per la pressione:
{\displaystyle P_{z}={\overline {P}}e^{-{\frac {g}{R{\overline {T}}}}\left(z-{\overline {z}}\right)}}
e la densità:
{\displaystyle \rho _{z}={\overline {\rho }}e^{-{\frac {g}{R{\overline {T}}}}\left(z-{\overline {z}}\right)}}
Si noti come l'espressione della pressione in funzione della quota, nonostante sia definita a tratti, è sia continua che derivabile, con continuità su tutto il dominio, mentre questo non accade per densità e temperatura che sono solo continue.
Per il calcolo della viscosità dinamica è possibile utilizzare l'equazione di Sutherland
{\displaystyle \mu =\mu _{0}\left({\frac {T}{T_{0}}}\right)^{\!\!3/2}\ {\frac {T_{0}+S}{T+S}}={\frac {\beta _{s}T^{3/2}}{T_{0}+S}}}
dove {\displaystyle \mu _{0}=1.17894\times 10^{-5}\,\mathrm {kg/m\cdot s} } è il valore della viscosità dinamica a quota zero in condizioni standard e {\displaystyle S=110.4\,\mathrm {K} } e {\displaystyle \beta _{s}=1.458\times 10^{-6}\,\mathrm {kg/(m\cdot s\cdot K^{1/2})} } sono le costanti empiriche di Sutherland.
La velocità del suono sarà calcolata attraverso la formula
{\displaystyle a={\sqrt {\gamma RT}}}
dove {\displaystyle \gamma =1.4} è il rapporto dei calori specifici per l'aria.
Il numero di Mach sarà dato, alle varie quote, dal rapporto
{\displaystyle M={\frac {v}{a}}}